# Maximum power point tracker
En maximum power point tracker eller maximum power point tracking (akronym MPPT) er processen at udøve den optimale belastningsmodstand løbende og sende energien til et energilager eller en belastning (f.eks. bremsebakker, elektriske apparater, elnettet...). MPPT med elektrisk output, udføres typisk med en effektiv SMPS-baseret DC-til-DC-konverter eller DC-til-AC-konverter.
Selvom det efterfølgende kun omhandler solceller, kan MPPT princippet godt anvendes til mange andre kilde- og output-energiformer:
- Elektrisk output:
  - vindturbiner
- Mere optimal bremsevirkning end hjulblokering:
  - Anti Blokerings-bremse System (ABS) (energien omdannes typisk til varme i bremsen)

## Eksempel med solceller
En solcelle har for forskellige omgivelsesparametre (f.eks. driftstemperatur, solindstrålingseffekt) et arbejdspunkt, hvor værdierne af strøm (I) og spænding (V) resulterer i et optimalt effekt-output. Disse værdier svarer til en specifik belastning (elektrisk modstand), hvilket er lig V/I som specificeret ved Ohms lov. En solcelle har et eksponentielt forhold mellem strøm og spænding – og det maksimale effektpunkt (MPP) er ved knæet af kurven, hvor modstanden er lig (-1) gange den differentielle modstand (V/I = -dV/dI).
MPPT benytter et kontrolkredsløb eller logik til at søge efter dette maksimale effektpunkt og tillader konverterkredsløbet at belaste med den maksimale effekt som energikilden kan yde. Der findes forskellige MPPT algoritmer.

Traditionelle solcelle-vekselrettere foretager MPPT for hele panelsystemet under ét. I sådanne systemer er det den samme strøm som flyder gennem alle solcellerne i en solcellepanel streng, dikteret af vekselretteren. Men fordi forskellige solpaneler har forskellige IV-kurver – og hermed forskellig MPP (grundet fremstillingstolerancer, delvis skygge, osv.) betyder denne arkitektur at nogle solpaneler vil yde under deres MPP hvilket resulterer tab af energi – ringere udbytte.

Nogle producenter placerer MPPT-konvertere i hvert enkelt solcellepanel, hvilket betyder at hvert enkelt panel yder optimalt på trods af uens skyggevirkning, snavs eller elektrisk mistilpasning.
Ifølge denne kilde kan man få mellem 10-25% mere energi ved at anvende ét MPPT system.
 
Ifølge en anden kilde er det f.eks. mere end 40% mere energi med decentral solpanel MPPT, hvis større delvis skygge haves igennem produktionsperioden.

For et ikke-elnettilkoblet solpanelsystem som lader akkumulatorer op, vil akkumulatoren have forskellige ladespændinger afhængig af ladestanden. I sådanne tilfælde vil MPPT-konverteren især komme til sin ret grundet den maksimale energilagring. Dette gælder selvfølgelig kun så længe akkumulatoren kan modtage den fulde effekt. Herefter vil energi gå tabt da der ikke kan lagres mere.
Når et solpanelsystem er koblet til elnettet virker elnettet som om det er en akkumulator med "uendelig" kapacitet. Her vil et system med MPPT-facilitet yde optimalt.